# Raffinsky László
Raffinsky László, Ladislau Raffinsky (Miskolc, 1905. április 23. – Kolozsvár, 1981. július 31.) magyar nemzetiségű román válogatott labdarúgó, fedezet, edző. A román élvonalban ő szerezte a legtöbb gólt egy mérkőzésen. Az 1929–30-as idényben a Juventus București–Dacia Unirea Brăila találkozón tíz gól ért el.

## Pályafutása

### Klubcsapatban
1924-ben az Unirea csapatában kezdte a labdarúgást Temesvárott. 1925 és 1927 között a CA Timișoara játékosa volt. 1927-ben a Temesvári Kinizsi csapatához szerződött, amely előtte sorozatban hat alkalommal szerezte meg a bajnoki címet, de a pénzügyi gondokkal küzdő csapat 1928-ban nem védte meg bajnoki címét, ezért 1929-ben Raffinsky a Juventus București csapatához szerződött, ahol 1930-ban megszerezte első bajnoki címét. 1931-ben visszatért Temesvárra a Ripensia csapatához. 1933-ban újabb bajnoki címet nyerve búcsúzott a Ripensiától.
1933 és 1935 között a csehszlovák SK Židenice labdarúgója volt.
Majd visszatért Romániába és a bukaresti Rapid játékosa lett, ahol négy román kupa-győzelmet szerzett a csapattal. 1940-ben a Venus elleni győztes román kupa-döntő után három játékos társával – Barátky Gyulával, Avar Istvánnal és Ioan Bogdannal - együtt letartóztatták Gabriel Marinescu belügyminiszter parancsára, aki egyben a Venus elnöke is volt. Az ügyből hatalmas botrány lett és a sajtó hatására a négy játékost pár nap után szabadon engedték, majd Marinescut tartóztatták le, akit 1940-ben kivégeztek. Raffinsky 1940-ben fejezte be az aktív labdarúgást.

### A válogatottban
1929 és 1938 között húsz alkalommal szerepelt a román válogatottban és egy gólt szerzett. 1929-ben a jugoszláv válogatott ellen mutatkozott be a román válogatottban. Egyetlen válogatottbeli gólját negyedik válogatott mérkőzésén szerezte Görögország ellen.
1930-ban meghívást kapott az első világbajnokságra utazó válogatott keretbe. Raffinsky ekkor csapattársával Vogl Imrével az Astra Romana nevű cégnél dolgozott, akinek elnöke nem engedélyezte, hogy szabadságot kapjanak a világbajnokság idejére. Octav Luchide közben járására a két játékos a válogatottal utazhatott Uruguay-ba.
A világbajnokságon Raffinsky mindkét csoportmérkőzésen, Peru és Uruguay ellen is pályára lépett.
Ezt követően 1932-ben szerepelt újra a válogatottban a Franciaország elleni 6-3-as győzelemmel végződő találkozón. Újabb három egymás utáni válogatott szereplést követően 1937-ig nem kapott meghívást a válogatottba.
1938-ban tagja volt a franciaországi világbajnokságon részt vevő csapatnak.
A kubai válogatott elleni mindkét mérkőzésen pályára lépett. E két mérkőzés volt válogatott pályafutásának utolsó két meccse.

### Edzőként
Edzői pályafutását 1944-ben kezdte a Prahova Ploiești csapatánál, ahol 1945-ig dolgozott. Majd néhány másod- és harmadosztályú csapatnál dolgozott, mint a Mica Brad, Chimica Târnăveni vagy Aurul Zlana. 1953-ban rövid időre visszatért a Prahova Ploieștihez. 1962 és 1964 között egy kolozsvári gyár kis csapatatának, a Technofrig edzője volt. 1964-ben nyugdíjba vonult.

## Sikerei, díjai

### Játékosként
- Román bajnokság
  - bajnok: 1929–30, 1932–33
  - 2.: 1936–37, 1937–38, 1939–40
- Román kupa
  - győztes: 1937, 1938, 1939, 1940

## Statisztika

### Mérkőzései a román válogatottban
| Románia | Románia             | Románia              | Románia       | Románia  | Románia       | Románia            | Románia | Románia        |
| #       | Dátum               | Helyszín             | Hazai         | Eredmény | Vendég        | Kiírás             | Gólok   | Esemény        |
| ------- | ------------------- | -------------------- | ------------- | -------- | ------------- | ------------------ | ------- | -------------- |
| 1.      | 1929. május 10.     | Bukarest             | Románia       | 2 – 3    | Jugoszlávia   | barátságos         | -       |                |
| 2.      | 1929. október 6.    | Bukarest             | Románia       | 2 – 1    | Jugoszlávia   | Balkán-kupa        | -       |                |
| 3.      | 1930. május 4.      | Belgrád              | Jugoszlávia   | 2 – 1    | Románia       | Sándor király-kupa | -       |                |
| 4.      | 1930. május 25.     | Bukarest             | Románia       | 8 – 1    | Görögország   | Balkán-kupa        | 1       | 57' (11-esből) |
| 5.      | 1930. július 14.    | Montevideo (URU)     | Románia       | 3 – 1    | Peru          | vb-csoportkör      | -       |                |
| 6.      | 1930. július 21.    | Montevideo           | Uruguay       | 4 – 0    | Románia       | vb-csoportkör      | -       |                |
| 7.      | 1932. június 12.    | Bukarest             | Románia       | 6 – 3    | Franciaország | barátságos         | -       |                |
| 8.      | 1932. június 26.    | Belgrád (YUG)        | Bulgária      | 2 – 0    | Románia       | Balkán-kupa        | -       |                |
| 9.      | 1932. június 28.    | Belgrád (YUG)        | Románia       | 3 – 0    | Görögország   | Balkán-kupa        | -       |                |
| 10.     | 1932. július 3.     | Belgrád              | Jugoszlávia   | 3 – 1    | Románia       | Balkán-kupa        | -       |                |
| 11.     | 1937. április 18.   | Bukarest             | Románia       | 1 – 1    | Csehszlovákia | Eduard Benes kupa  | -       |                |
| 12.     | 1937. június 10.    | Bukarest             | Románia       | 2 – 1    | Belgium       | barátságos         | -       |                |
| 13.     | 1937. június 27.    | Bukarest             | Románia       | 2 – 2    | Svédország    | barátságos         | -       |                |
| 14.     | 1937. július 5.     | Łódź                 | Lengyelország | 2 – 4    | Románia       | barátságos         | -       |                |
| 15.     | 1937. július 8.     | Kaunas               | Litvánia      | 0 – 2    | Románia       | barátságos         | -       |                |
| 16.     | 1937. július 12.    | Riga                 | Lettország    | 0 – 0    | Románia       | barátságos         | -       |                |
| 17.     | 1937. július 14.    | Tallinn              | Észtország    | 2 – 1    | Románia       | barátságos         | -       |                |
| 18.     | 1937. szeptember 6. | Belgrád, BSK Stadion | Jugoszlávia   | 2 – 1    | Románia       | barátságos         | -       |                |
| 19.     | 1938. június 5.     | Toulouse (FRA)       | Kuba          | 3 – 3    | Románia       | vb-nyolcaddöntő    | -       |                |
| 20.     | 1938. június 9.     | Toulouse (FRA)       | Kuba          | 2 – 1    | Románia       | vb-nyolcaddöntő    | -       |                |
|         | Összesen            |                      |               | 20       | mérkőzés      |                    | 1       | gól            |